# マルチプレイヤーオンラインバトルアリーナ

フィールドレイアウトの例

マルチプレイヤーオンラインバトルアリーナ（英: Multiplayer Online Battle Arena）とは、コンピューターゲームにおけるリアルタイムストラテジー（RTS）のサブジャンル。通称MOBA。
複数のプレイヤーが2つのチームに分かれ、各プレイヤーはRTSゲームの要領でキャラクターを操作し、味方と協力しながら敵チームの本拠地を破壊して勝利を目指すスタイルのゲームのこと。一般的なRTSとの違いは、一人で様々なユニットの軍勢を操作するのではなく、ゲーム開始時に選択した「ヒーロー」または「チャンピオン」と呼ばれるたったひとつのキャラを操作する。その「ヒーロー」やチームはレベル（および経験値）や多種多様なスキル、装備品、所持金といったRPGのような概念を持ち、RTSのユニットよりも幅広く成長する。

## 歴史
ブリザード・エンターテイメント社から発売されたRTSゲーム「スタークラフト」にはAeon of Strifeと呼ばれるカスタムマップが存在した。
それは資源の発掘や基地の建設といった伝統的なRTSの中心要素が取り除かれ、プレイヤーはたった一つのユニットを操作して敵本拠地を破壊するというものであり、既存のRTSとは大きく異なったアクションRPGのようなプレイ感覚がもたらされた。
その後、同社から2002年に発売されたWarcraft IIIにはWarcraft III World Editorというツールが付属しており、ユーザーがマップやシナリオを自由に作成できたため、Eul、Guinsoo、スティーブ・フィーク、アイスフロッグらによって Aeon of Strife を基にし、より先進的なグラフィックやゲームシステムを持つWarcraft IIIのMODとしてDefense of the Ancients(略称 DotA)が作られ、2003年にリリースされた。
この時点でRTSのような操作インターフェースやゲーム展開、RPGのようなレベルや武器防具といった要素を持つ自キャラ、アクションRPGのような特殊能力を駆使して敵と戦うというプレイ感覚といったMOBAと呼ばれるジャンルの中心要素は完成し、DotAとその改良版であるDotA: Allstarsは大好評を博し、国際的な賞金トーナメント（後のエレクトロニック・スポーツ）が開催されるまでになった。
2006年に設立されたライアットゲームズ社はDotA製作者の一人であるGuinsooを雇用し、2009年にLeague of Legends (略称 LoL) を発表した。LoLはDotAの中心要素はそのままに、複雑なルールの簡略化や変更、拡張を行い、プレイヤーの実力を数値化するレーティングシステムとそのレーティングが近いもの同士でプレイできるオートマッチングシステムを導入し、ゲームプレイの敷居を大幅に下げ、Free-to-Playでゲーム運営を行った。その結果、それまで熱狂的なヘビーユーザーのものであったDotAのようなゲームをカジュアル化することに成功した。LoL発表以降は類似のゲームが多数作成され、それらは「DotA系」や「DotAクローン」と呼ばれ、一種の流行を形成し、LoLは2012年でヨーロッパと北米で最もプレー時間が長いゲームにまで成長した。
その後、Valve Corporationは2009年にIceFrogを雇用、2010年にDota 2の製作を発表した。これを受けてブリザードは裁判所に商標権使用の異議を申し立てたが、DotAはアマチュアクリエーターのMODであるという出自のためブリザードは商標登録をしておらず、最終的にValve社は商業的に「DotA」という名称を使用でき、その代わりにブリザードはファンコミュニティにおいて「DotA」を非商業的に使用できるが、開発中の「Blizzard DotA」を「Blizzard All-Stars」に名称を変更するという和解に至り、後に「Heroes of the Storm」という名称となった。
それ以降、商標権を侵すような場で「DotA」という用語は使用されなくなり、現在ではかつて「DotA系」と呼ばれたゲームやジャンルはMOBAと呼ばれるようになっている。

## ゲーム内容

MOBAでの一般的なマップ。右上と左下に本拠地、黄色の直線がレーン(左上からトップ、ミドル、ボトム)、レーン上の丸がタワー、グリーンの三角がジャングル

### 目的
プレイヤーは2つのチームに分かれ、敵チームの本拠地を破壊するか敵チームがギブアップすることで勝利となる。
本拠地からはクリープという味方NPCキャラクターが排出され、レーンに沿って自動的に進行する。各レーンにはタワー（拠点）が一定間隔で存在し、ヒーローやクリープの行方を阻む。これらのタワーをめぐる攻防でその後の有利不利が変動していく。レーン間の空間はジャングルと呼ばれており、ジャングルの外からは敵の索敵が及ばないようになっている（どちらも内部であれば索敵される）。ジャングルを介して奇襲を仕掛けることが可能。

### ゲームの流れ
当節では、源流とも言えるLOLなどを主体とするタイトルで採用されている内容で解説する。タイトルによっては部分的に異なる場合がある。

#### ヒーローの選択
ゲーム開始前にプレイヤーは自分の操作するヒーローを選択する。一般的に同一チームでヒーローの重複は認められないので、使いたいヒーローがある場合はチャットなどでチームメイトと相談をする。
ヒーローには攻撃が得意だったり、防御が優秀、補助スキルが豊富、早熟、大器晩成などの特徴があるので、チームとしてどのようなヒーローを選択したかで後のゲーム展開に大きな影響を及ぼす。

#### 序盤
初期の所持金を使用してアイテムショップから回復アイテムや武器防具を購入し、味方プレイヤーはそれぞれトップレーン、ミドルレーン、ボトムレーン、ジャングルへ向かう。使用するキャラによって最初に購入するアイテムや向かうべきレーン、レーンごとの人数の割り振りなど様々な戦略が存在する。序盤ではヒーローの体力や攻撃力が低いので、主に敵クリープやジャングルの中立クリープを倒すことでレベルアップを行ったり（ファーミング）、所持金を増やしてより強力なアイテムを購入し、戦力を増強したり、一度他のプレイヤーがいるレーンまで出向いて多人数で突然の奇襲を仕掛けたり（ギャング）、敵プレイヤーのヒーローを牽制攻撃（ハラス）してゲーム展開を有利にしようとしたりする。

#### 中盤
アイテムが一通り揃いはじめ、レベルアップによって強力なスキルも使えるようになってくると、早熟タイプのヒーローの場合敵ヒーローを倒すことができるので、大器晩成タイプの敵ヒーローを倒しに行ったり、敵陣のタワーを破壊することでゲームを有利に運ぼうとするため、1対1や2対2などといった小規模戦が発生する。チーム同士の技量差や相性差が大きい場合、この時点でゲームの勝敗が決する場合もある。
大器晩成タイプのヒーローを使用している場合、できるだけ死なずにレベルアップをして終盤に備える。

#### 終盤
ヒーローの能力を最も発揮するアイテムが揃い、高レベルでヒーローの特徴もはっきりとするのでより有利に戦うためチームがまとまって行動する。そのため、5対5のような集団戦が発生し、結果どちらかのチームが全滅、復活までの待機時間中に本拠地が破壊されることで勝敗が決する。
制限時間が設けられているタイトルの場合は、その時点での各陣営の耐久度や侵攻度、ヒーローの撃墜数で決着を付ける。

## 主なゲーム
- DotA Allstars
- League of Legends
- Heroes of Newerth
- Dota 2
- Wonderland Wars
- LORD of VERMILION III
- LORD of VERMILION ARENA
- SMITE
- CHAOS HEROES ONLINE[2]
- Heroes of the Storm
- Vainglory
- Ace of Arenas
- ZOIDS FIELD OF REBELLION
- CORE MASTERS
- Honor of Kings
- 決戦！平安京
- ヒーローズ・オブ・オーダー&カオス
- ＃コンパス 戦闘摂理解析システム
- ボンバーガール
- 非人類学園
- WarSong
- モバイルレジェンド
- 伝説対決 -Arena of Valor-
- Pokémon UNITE